# Ceresium signaticolle
Ceresium signaticolle är en skalbaggsart som beskrevs av Matsumura och Masaki Matsushita 1932. Ceresium signaticolle ingår i släktet Ceresium och familjen långhorningar. Inga underarter finns listade i Catalogue of Life.